# 佩列米洛夫斯基耶山脈

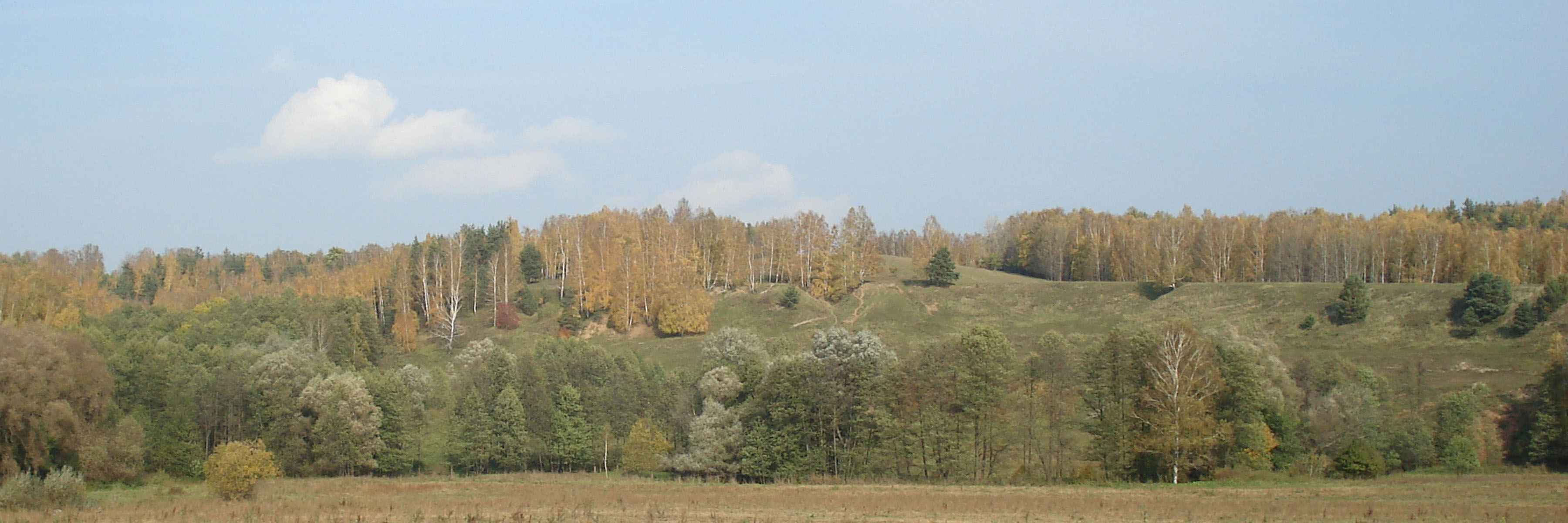

佩列米洛夫斯基耶山脈是俄羅斯的山脈，位於奧卡河下游右岸的伏爾加高地北端，由下諾夫哥羅德州負責管轄，該地區設有數個保護區。